# New Taipei City Gold Museum

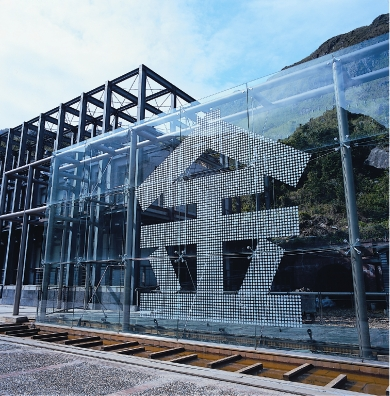
Museumsgebäude Gold Building

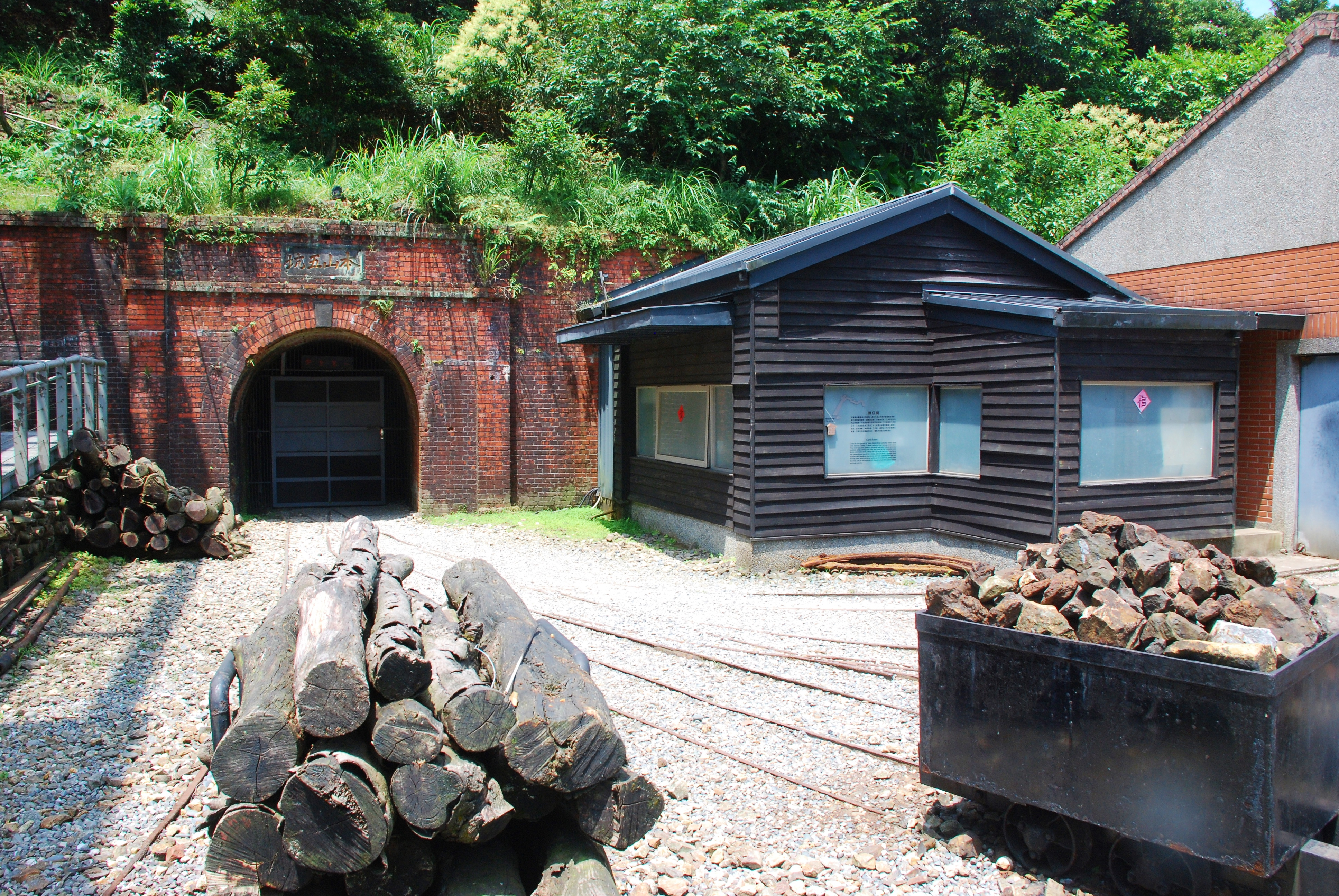
Benshan Fifth Tunnel, Eingangsbereich

Das New Taipei City Gold Museum (chinesisch 新北市立黃金博物館, Pinyin Xīnběishìlì Huángjīn Bówùguǎn), früher bekannt als Jinguashi Gold Ecological Park, ist ein Museum der Goldbergbau-Industrie im Bezirk Ruifang der Stadt Neu-Taipeh in der Republik China (Taiwan). Das Freilichtmuseum umfasst mehrere Gebäude und Besichtigungsstätten.

## Geschichte
Das Museum wurde am 4. November 2004 durch die Landkreisregierung (englisch Taipei County Government) unter der Bezeichnung Gold Ecological Park (chinesisch 黃金博物園區) eröffnet. Nach der Gründung der Stadt Neu-Taipeh Ende 2010 wurde der Park in Gold Museum umbenannt. Dennoch zeigten Jahre danach einige Beschilderungen noch den alten Namen, so auch am vorderen Eingangstor (Stand Ende 2015).

## Architektur
Die heute zum Museum gehörenden Gebäude waren früher Büros, Unterkünfte, Verarbeitungsgebäude und andere Einrichtungen der Taiwan Metal Mining Corp. Das Gold Museum umfasst folgende Gebäude: Das Gold Building, den Experience the Benshan Fifth Tunnel, das Crown Prince Chalet, die Jin Shui Special Exhibition Hall, das Gold Refining Building sowie vier Joined Japanese-Style Residences.

## Ausstellungen
Das Gold Building informiert über die Entdeckung von Gold in der Gegend und zeigt Ausstellungsstücke des Benshan Tunnels, alte Abbau-Ausrüstungen und Transportsysteme. Im Obergeschoss gibt es eine kurze Einführung über das japanische Kriegsgefangenenlager Kinkaseki (englisch Kinkaseki POW Camp im Zweiten Weltkrieg. Auf der 2. Etage wird der Besucher über die Eigenschaften des Goldes informiert. Die Ausstellung umfasst neben aus Gold hergestellten Kunstwerken auch einen Goldbarren mit einem Weltrekord-Gewicht von 220,3 Kilogramm aus reinem Gold (999.9), den die Besucher anschauen und berühren können.
Das Crown Prince Chalet ist eine Residenz, die im Jahr 1922 anlässlich des geplanten Besuchs des Kronprinzen Hirohito neu erbaut wurde; dieser Besuch fand jedoch nie statt. Jahrzehnte später wurde das Gebäude von Chiang Kai-shek als Unterkunft genutzt.

## Erreichbarkeit
Das Museum ist mit einem Bus erreichbar, der am Bahnhof in Ruifang abfährt.